# Shirai Kosuke
Shirai Kosuke (白井 康介 (Bách Tịnh Khang Giới) Shirai Kōsuke, sinh ngày 1 tháng 5 năm 1994 ở Aichi) là một cầu thủ bóng đá người Nhật Bản thi đấu ở vị trí tiền vệ cho Hokkaido Consadole Sapporo ở J1 League.

## Thống kê sự nghiệp câu lạc bộ
Cập nhật đến ngày 23 tháng 2 năm 2018.
| Thành tích câu lạc bộ | Thành tích câu lạc bộ | Thành tích câu lạc bộ | Giải vô địch | Giải vô địch | Cúp                   | Cúp                   | Cúp Liên đoàn | Cúp Liên đoàn | Tổng cộng | Tổng cộng |
| Mùa giải              | Câu lạc bộ            | Giải vô địch          | Số trận      | Bàn thắng    | Số trận               | Bàn thắng             | Số trận       | Bàn thắng     | Số trận   | Bàn thắng |
| Nhật Bản              | Nhật Bản              | Nhật Bản              | Giải vô địch | Giải vô địch | Cúp Hoàng đế Nhật Bản | Cúp Hoàng đế Nhật Bản | J. League Cup | J. League Cup | Tổng cộng | Tổng cộng |
| --------------------- | --------------------- | --------------------- | ------------ | ------------ | --------------------- | --------------------- | ------------- | ------------- | --------- | --------- |
| 2013                  | Fukushima United FC   | JFL                   | 30           | 4            | 2                     | 1                     | –             | –             | 32        | 5         |
| 2014                  | Shonan Bellmare       | J2 League             | 1            | 0            | 0                     | 0                     | –             | –             | 1         | 0         |
| 2015                  | Shonan Bellmare       | J1 League             | 0            | 0            | 1                     | 0                     | 2             | 0             | 3         | 0         |
| 2015                  | Ehime FC              | J2 League             | 9            | 1            | –                     | –                     | –             | –             | 9         | 1         |
| 2016                  | Ehime FC              | J2 League             | 40           | 3            | 2                     | 0                     | –             | –             | 42        | 3         |
| 2017                  | Ehime FC              | J2 League             | 41           | 4            | 2                     | 0                     | –             | –             | 43        | 4         |
| Tổng                  | Tổng                  | Tổng                  | 121          | 12           | 7                     | 1                     | 2             | 0             | 130       | 13        |

## Danh hiệu

### Shonan Bellmare
- J2 League (1): 2014